# Athletic Club 1986-1987
Questa voce raccoglie le informazioni riguardanti l'Athletic Club nelle competizioni ufficiali della stagione 1986-1987.

## Stagione
- Primera División: 13°
- Copa del Rey: Dopo aver eliminato il Langreo al primo turno (doppia vittoria 0-1 e 4-1), nei quarti il Logrones (vittoria 2-0 e sconfitta 1-0), in semifinale l'Athletic viene eliminato dalla Real Sociedad (0-0 e 0-1 i risultati).
- Coppa UEFA: Nel primo turno i baschi eliminano il Magdeburg (vittoria 2-0 e sconfitta 1-0), mentre nei sedicesimi di finale sono estromessi dai belgi del Beveren (sconfitta 3-1 e vittoria 2-1)

## Rosa
| N. |                    | Ruolo | Calciatore            |
| -- | ------------------ | ----- | --------------------- |
|    | Spagna (bandiera)  | P     | Francisco Iruarrizaga |
|    | Brasile (bandiera) | P     | Biurrun               |
|    | Spagna (bandiera)  | D     | Patxi Ferreira        |
|    | Spagna (bandiera)  | D     | Genar Andrinua        |
|    | Spagna (bandiera)  | D     | Pizo Gómez            |
|    | Spagna (bandiera)  | D     | Txirri                |
|    | Spagna (bandiera)  | D     | Santiago Urquiaga     |
|    | Spagna (bandiera)  | D     | Luis de la Fuente     |
|    | Spagna (bandiera)  | D     | Íñigo Liceranzu       |
|    | Spagna (bandiera)  | D     | Andoni Goikoetxea     |
|    | Spagna (bandiera)  | D     | Patxi Salinas         |
|    | Spagna (bandiera)  | D     | Óscar Vivanco         |
|    | Spagna (bandiera)  | C     | Joseba Agirre         |
|    | Spagna (bandiera)  | C     | Enrique Ayúcar        |
|    | Spagna (bandiera)  | C     | Miguel de Andrés      |

| N. |                   | Ruolo | Calciatore           |
| -- | ----------------- | ----- | -------------------- |
|    | Spagna (bandiera) | C     | Ander Garitano       |
|    | Spagna (bandiera) | C     | Juan José Elgezabal  |
|    | Spagna (bandiera) | C     | José Ramón Gallego   |
|    | Spagna (bandiera) | C     | Luis Fernando        |
|    | Spagna (bandiera) | C     | Ismael Urtubi        |
|    | Spagna (bandiera) | A     | Estanislao Argote    |
|    | Spagna (bandiera) | A     | Félix Sarriugarte    |
|    | Spagna (bandiera) | A     | Jabo                 |
|    | Spagna (bandiera) | A     | José María Noriega   |
|    | Spagna (bandiera) | A     | Juan Carlos de Diego |
|    | Spagna (bandiera) | A     | Ricardo Mendiguren   |
|    | Spagna (bandiera) | A     | Manuel Sarabia       |
|    | Spagna (bandiera) | A     | Endika Guarrotxena   |
|    | Spagna (bandiera) | A     | Roberto Martinez     |

### Staff tecnico
- Allenatore:  José Ángel Iribar

Come da politica societaria la squadra è composta interamente da giocatori nati in una delle sette province di Euskal Herria o cresciuti calcisticamente nel vivaio di società basche.

## Statistiche

### Statistiche dei giocatori
| Presenze - 41: Biurrun - 40: Urquiaga - 38: Sarabia, Gallego - 36: Andrinua, Pizo Gómez - 34: Sarriugarte - 32: De la Fuente - 31: Urtubi - 30: Patxi Salinas, Guarrotxena - 24: Goikoetxea - 22: Ayúcar - 20: Luis Fernando - 19: Agirre, Liceranzu - 18: Argote - 10: Jabo - 9: De Andrés, Txirri - 7: Noriega - 5: Elgezabal, de Diego - 4: Ferreira, Roberto Martinez - 3: Vivanco, Mendiguren, Iruarrizaga | Marcatori - 11: Sarabia - 5: Sarriugarte, Guarrotxena, Argote - 3: Gallego, Urtubi - 2: Andrinua, Patxi Salinas, Goikoetxea, Liceranzu, Agirre, Noriega - 1: Urquiaga, Ayúcar, Txirri, De Diego, Roberto Martinez |